# Oncophora melanocephala
Oncophora melanocephala är en rundmaskart. Oncophora melanocephala ingår i släktet Oncophora och familjen Camallanidae. Inga underarter finns listade i Catalogue of Life.